# Bipin

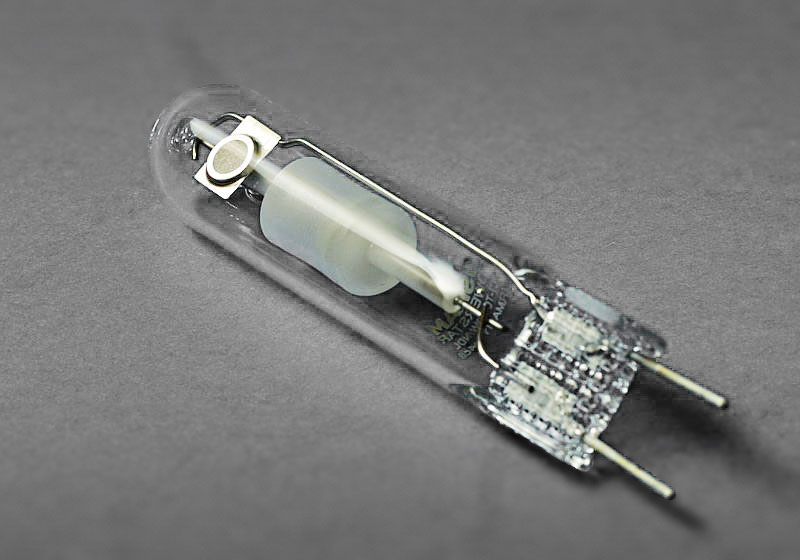
Una lámpara halógena con casquillo bipin.

Un casquillo bipin (a veces también llamado 2-pin o enchufe bipin) es un estándar de la Comisión Electrotécnica Internacional (CEI o IEC en inglés) para bombillas. Algunas lámparas tienen los pines más cercanos entre sí para prevenir que sean intercambiadas accidentalmente. A estas también se les llama Mini-Bipin.

## Códigos bipin
| Tipo     | Estándar CEI             | Distancia entre pines | Diámetro de pines      | Utilización |
| -------- | ------------------------ | --------------------- | ---------------------- | --- |
| G4       | CEI 60061-1 (7004-72)    | 4.0 mm                | 0.65-0.75 mm           | MR11 y otras halógenas pequeñas 5/10/20W y 6/12 voltios |
| GU4      | CEI 60061-1 (7004-108)   | 4,0 mm                | 0,95-1,05 mm           | |
| GY4      | CEI 60061-1 (7004-72A)   | 4,0 mm                | 0,65-0,75 mm           | |
| GZ4      | CEI 60061-1 (7004-64)    | 4,0 mm                | 0,95-1,05 mm           | |
| G5       | CEI 60061-1 (7004-52-5)  | 5 mm                  |                        | Tubos fluorescentes T4 y T5 |
| G5.3     | CEI 60061-1 (7004-73)    | 5,33 mm               | 1,47-1,65 mm           | |
| G5.3-4.8 | CEI 60061-1 (7004-126-1) |                       |                        | |
| GU5.3    | CEI 60061-1 (7004-109)   | 5,33 mm               | 1,45-1,6 mm            | |
| GX5.3    | CEI 60061-1 (7004-73A)   | 5,33 mm               | 1,45-1,6 mm (redondos) | MR16 y otras halógenas pequeñas de 20/35/50W y 12/24 voltios |
| GY5.3    | CEI 60061-1 (7004-73B)   | 5,33 mm               | (Planos)               | |
| G6.35    | CEI 60061-1 (7004-59)    | 6,35 mm               | 0,95-1,05 mm           | |
| GX6.35   | CEI 60061-1 (7004-59)    | 6,35 mm               | 0,95-1,05 mm           | |
| GY6.35   | CEI 60061-1 (7004-59)    | 6,35 mm               | 1,2-1,3 mm             | Halógenas de varias potencias (p.ej. 50W/100W), varios voltajes (p.ej. 12/24V), comunes para iluminación de trabajo y ambiental                                                                           |
| GZ6.35   | CEI 60061-1 (7004-59A)   | 6,35 mm               | 0,95-1,05 mm           | |
| G8       |                          | 8,0 mm                |                        | Halógenas 100W 120V |
| GY8.6    |                          | 8,6 mm                |                        | Halógenas hasta 100W, 120V |
| G9       | CEI 60061-1 (7004-129)   | 9,0 mm                |                        | Halógenas 120V (USA) / 230V (EU) |
| G9.5     |                          | 9,5 mm                | 3,10-3,25 mm           | Común para uso en escenarios, diversas opciones |
| GU10     |                          | 10 mm                 |                        | (Bloqueo con giro) 120/230-voltios MR16 iluminación halógena de 35/50 watt, desde mediados del 2000 |
| GZ10     |                          | 10 mm                 |                        | (Bloqueo con giro) 120/230-voltios MR16 iluminación halógena de 35/50 watt, difiere de GU10 por el uso de un reflector dicroico. Los soportes GZ10 también pueden montar lámparas GU10, pero no al revés. |
| G12      |                          | 12,0 mm               | 2,35 mm                | Utilizadas en escenarios y en lámparas de halogenuros metálicos de conexión a un lado. |
| G13      |                          | 0,50 in (12,7 mm)     | 0,093 in (2,35 mm)     | Tubos fluorescentes T8 y T12 |
| G23      |                          | 23 mm                 | 2 mm                   | |
| GU24     |                          | 24 mm                 |                        | Fluorescentes compactas con bloqueo por giro con balastro incorporado, desde los años 2000 |
| G38      |                          | 38 mm                 | 11,1 mm                | Utilizadas sobre todo para lámparas de alta potencia en escenarios |
| GX53     |                          | 53 mm                 |                        | Fluorescentes compactas con bloqueo por giro usadas en deportes de disco, desde los 2000 |

La letra después de la G indica la posición de los pines; la G se refiere al uso de cristal en las lámparas originales. GU habitualmente también indica que la lámpara contiene un mecanismo para el soporte físico por la luminaria: En algunos casos, cada pin tiene diferentes diámetros, siendo más grandes en los extremos, para fijarlas mediante un giro (twist-lock) en su enchufe (la transición de dos diámetros es en ángulo recto); en otras, la base de la lámpara tiene un rebaje donde se fija un resorte o enchufe del enchufe.
Una "q" al final de la designación indica que es una base con cuatro pines, con dos pares bi-pin. Estos se usan en tubos fluorescentes que se conectan en luminarias con balastro permanente.
También hay tubos (halógenos y fluorescentes) con un pin a cada lado, así como fluorescentes de alta potencia con contactos ocultos o tapados que no se incluyen en este artículo.